# Eparchie kurganská
Eparchie Kurgan je eparchie ruské pravoslavné církve nacházející se v Rusku.

## Území a titul biskupa
Zahrnuje správní hranice území městského okruhu Kurgan, také Ketovského, Belozerského, Pritobolného, Vargašinského, Polovinného, Lebjaževského, Mokrousovského, Makušinského, Častoozerského a Petuchovského rajónu Kurganské oblasti.
Eparchiálnímu biskupovi náleží titul biskup kurganský a belozerský.

## Historie
V letech 1924-1931 existoval kurganský vikariát tobolské a sibiřské eparchie.
Dne 23. února 1993 byla rozhodnutím Svatého synodu zřízena eparchie kurganská a to oddělením území ze sverdlovské eparchie.
Prvním eparchiálním biskupem se stal archimandrita Michail (Raskovalov), duchovní sverdlovské eparchie.
Dne 5. května 2015 byla rozhodnutím Svatého synodu zřízena z části území eparchie nová eparchie šadrinská. Eparchie se stala součástí nově vzniklé kurganské metropole. 

## Seznam biskupů

### Kurganský vikariát tobolské eparchie
- 1924–1927 Alexij (Stěpanovič Orlov), svatořečený mučedník
- 1927–1928 Georgij (Anisimov)
- 1928–1928 Iakov (Maskajev), svatořečený mučedník
- 1928–1929 Georgij (Anisimov), podruhé
- 1929–1929 Petr (Gasilov)
- 1930–1931 Ioann (Bratoljubov)
- 1931–1933 Melchisedek (Averčenko)
- 1933–1934 Iraklij (Popov)
- 1950–1950 Tovija (Ostroumov), dočasný administrátor

### Kurganská eparchie
- 1993–2008 Michail (Raskovalov)
- 2008–2008 Feofilakt (Kurjanov), dočasný administrátor
- 2008–2015 Konstantin (Gorjanov)
- 2015–2019 Iosif (Balabanov)
- od 2019 Daniil (Dorovskich)